# Polarita
La polarita es un mineral aleación de metales con metaloides, que se encuadra en la clase de los minerales sulfuros. Fue descubierta en 1969 en una mina de cobre-níquel en Norilsk en el siberiano Krai de Krasnoyarsk (Rusia), siendo nombrada así por estar esta localidad cerca del polo Norte. Un sinónimo es su clave: IMA1969-032.

## Características químicas
Es una aleación del metal paladio con metales cercanos a los metaloides como son el bismuto y el plomo, que por sus características estructurales se encuadra en la clase de los "minerales sulfuros" según Strunz.
Además de los elementos de su fórmula, suele llevar como impurezas: platino y telurio.

## Formación y yacimientos
Se forma en vetas de hierro-níquel-cobre con origen de alteración hidrotermal.
Suele encontrarse asociado a otros minerales como: calcopirita, talnakhita, cubanita, estannopaladinita, paolovita, sobolevskita, sperrylita, cabriíta, palarstonita, platino niquélico, esfalerita o plata nativa.